# Эспелет (кантон)
Эспеле́т (фр. Espelette) — упразднённый французский кантон, находился в регионе Аквитания, департамент Атлантические Пиренеи. Входил в состав округа Байонна.
Код INSEE кантона — 6410. Всего в кантон Эспелет входили 7 коммун, из них главной коммуной являлась Эспелет.

## Население
Население кантона на 2012 год составляло 16 083 человека.
| 1962 | 1968   | 1975   | 1982   | 1990   | 1999   | 2006   | 2012   |
| ---- | ------ | ------ | ------ | ------ | ------ | ------ | ------ |
| 9415 | 10 016 | 10 091 | 10 629 | 11 403 | 12 510 | 14 445 | 16 083 |

## Коммуны кантона
| Коммуна      | Население, чел. (2012) | Почтовый индекс | Код INSEE |
| ------------ | ---------------------- | --------------- | --------- |
| Итксасу      | 2022                   | 64250           | 64279     |
| Камбо-ле-Бен | 6636                   | 64250           | 64160     |
| Луосоа       | 890                    | 64250           | 64350     |
| Сар          | 2535                   | 64310           | 64504     |
| Сураид       | 1293                   | 64250           | 64527     |
| Эноа         | 669                    | 64250           | 64014     |
| Эспелет      | 2038                   | 64250           | 64213     |